# Estación de Masanasa
Masanasa (en valenciano y según Adif Massanassa) es un apeadero ferroviario situado en el municipio español de Masanasa en la provincia de Valencia, Comunidad Valenciana. Forma parte de las líneas C-1 y C-2 de cercanías Valencia operadas por Renfe. Cuenta también con algunos servicios de media distancia.

## Situación ferroviaria
La estación se encuentra en el punto kilométrico 106,1 de la línea férrea de ancho ibérico que une Madrid con Valencia a 11,6 metros de altitud.

## Servicios ferroviarios

### Cercanías
Los trenes de cercanías de las líneas C-1 y C-2 son los únicos en hacer parada en la estación. Lo hacen con una frecuencia mínima de 15 minutos.
| procedencia/destino | < estación        | Línea   | estación > | destino/procedencia             |
| ------------------- | ----------------- | ------- | ---------- | ------------------------------- |
| Valencia-Norte      | Alfafar-Benetúser |         | Catarroja  | Gandía / Playa y Grao de Gandía |
| Valencia-Norte      | Alfafar-Benetúser | Mogente | Catarroja  |                                 |

### Media Distancia
Algunas de las relaciones que unen Valencia con Alcoy se detienen en Masanasa.
| Línea MD | Trenes   | Origen/Destino |  | Destino/Origen |
| -------- | -------- | -------------- |  | -------------- |
| 47       | Regional | Valencia       |  | Alcoy          |